# Жабрица камеденосная
Жабрица камеденосная (лат. Seseli gummiferum) — травянистое растение, вид рода Жабрица (Seseli) семейства Зонтичные (Umbelliferae). Распространён на островах Эгейского моря, в Крыму и в Турции. Выращивается как декоративное растение.

## Этимология
Видовой эпитет gummiferum означает «производящий резину» и указывает на жёлтую жирную смолу, которая выделяется при повреждении стебля.

## Ботаническое описание

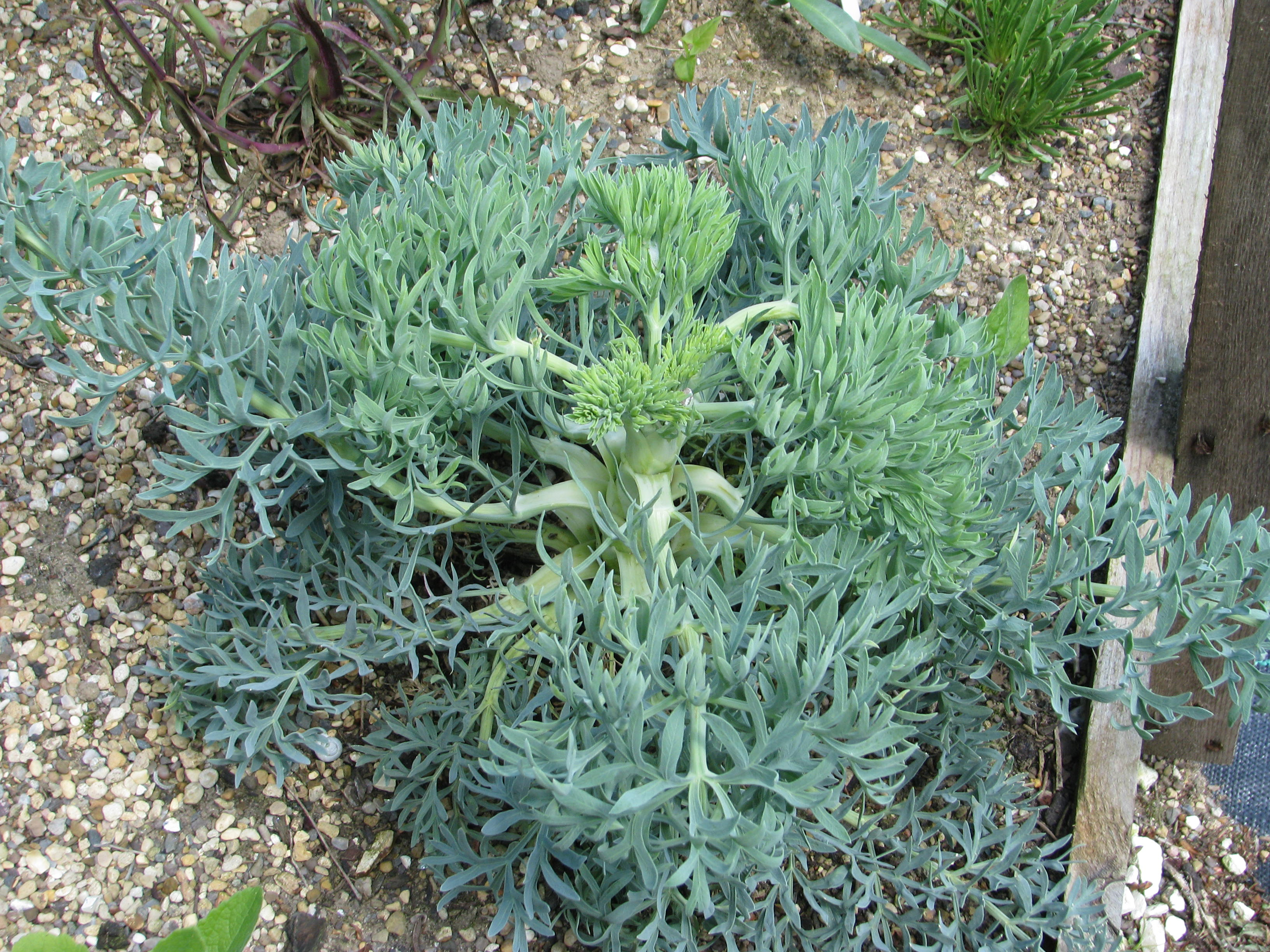
Базальные листья и формирующийся стебель

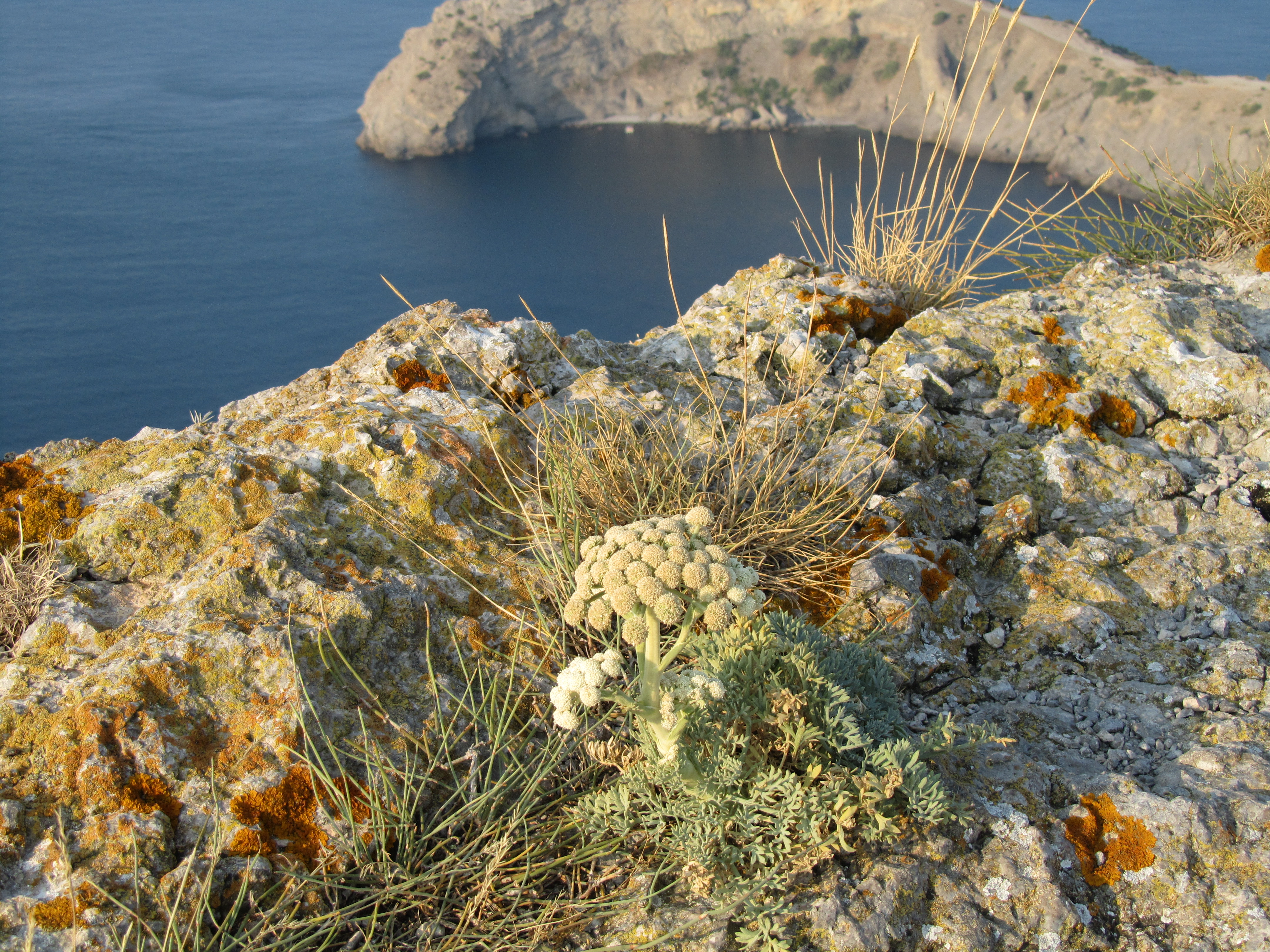
Жабрица камеденосная на вершине Коба-коя. Крым.

Вечнозелёное, двухлетнее или многолетнее травянистое растение высотой от 15 до 100 см. Стебель разветвлённый у основания, крепкий, жестко прямостоячий, ребристый, от бледно-зелёного до бледно-фиолетового цвета.
Листья гетерофилльные. Многочисленные стеблевые листья, поочерёдно расположенные на стебле, разделены на влагалища, черешки и лопасти. Интенсивно сине-серые кожистые базальные листья имеют мелкие опушённые волоски, дважды перисто-лопастные с ланцетными острозубчатыми концами длиной от 4 до 10 мм и шириной до 1,5 мм. Стеблевые листья похожи на базальные, но уменьшаются и становятся меньше к верхушке.
Цветки собраны в сложные зонтики на ветвистых стеблях, с десятью-тридцатью лучами в зонтике, внешние лучи длиннее внутренних. Главный зонтик более высокий и имеет больше лучей, чем боковые. Очень плотные, компактные зонтички имеют диаметр до 13 мм и содержат 60–70 цветков. Прицветники, сросшиеся у основания, ланцетные с заострённым верхним концом, длиной до 15 мм, простые или трёхраздельные. Чешуйчатые цветоножки очень короткие. Период цветения в Северном полушарии длится с июня по август.
Цветки-гермафродиты имеют двойной околоцветник. Беловатые чашелистики яйцевидные, длиной около 1 мм. Лепестки вначале розовые или кремово-белые, позже становятся белыми. Завязь волосистая или голая. Рыльце коническое.
Плод ребристый неполный, длиной 3–4 мм, примерно в два раза больше ширины, яйцевидный, густоопушённый или голый.
Число хромосом 2n = 20.

## Распространение и экология
Seseli gummiferum широко распространён на островах Эгейского моря, в Крыму и в Турции. Растёт на скалистых склонах, расщелинах и известняковых скалах на морских побережьях до высоты 2200 метров над уровнем моря.
Seseli gummiferum — монокарпическое растение, которому требуется два или более лет для формирования соцветия, после чего оно отмирает после созревания плодов.

## Систематика
Вид был впервые научно описан Петром Симоном Палласом и опубликован в 1807 году Джеймсом Эдвардом Смитом в книге Exotic Botany в виде признанного вида.
В зависимости от источника, выделяют от двух до трёх подвидов:
- Seseli gummiferum subsp. aegaeum P.H.Davis: синоним Seseli crithmifolium (DC.) Boiss. — встречается в Греции на островах Эгейского моря.
- Seseli gummiferum subsp. gummiferum — встречается в азиатской части Турции и, возможно, в Крыму.
- Seseli gummiferum subsp. ilgazense A.Duran, Ö.Çetin & M.Öztürk — впервые был описан в 2015 году из турецкой провинции Кастамону.

## Использование
Редко используется в качестве декоративного растения в каменистых степях, сухих и теплых скальных садах и средиземноморских садах. Ему требуется защищённое солнечное место и хорошо дренированная, бедная гумусом почва. Очень терпим к жаре и засухе. Seseli gummiferum — выразительное, необычное лиственное и цветущее растение, которое особенно эффектно смотрится в качестве одиночного растения на каменистой почве, стенах и скалах. Хорошо сочетается с лавандой и шалфеем. Может хорошо выживать на садовых почвах с небольшим количеством растительности, размножаясь самосевом. Seseli gummiferum считается выносливым до −23 °C (зона 6 USDA), но иногда прорастает в первый год без цветения и тогда несколько восприимчив к заморозкам.